# Kongenitalne anamalije i deformacije urinarnog sistema
Kongenitalne anamalije i deformacije urinarnog sistema predstavlja poremećaj u razvoju ploda koji nastaje u bilo kome periodu trudnoće i mogu se ispoljiti u toku intrauterinog razvoja, u perinatalnom periodu ili kasnije u toku života. Iako čine oko 30% svih kongenitalnih anomalija i deformacija, još uvek se kasno otkrivaju, a u 45% slučajeva uzrok su bubrežne (renalne) insuficijencije. Da bi se omogućilo pravovremeno lečenje i sprečavanje razvoja komplikacija veoma važnu ulogu u ranom otkrivanju anomalija i deformacije urinarnog sistema ima prenatalna dijagnostika i skrining u prvoj godini života novorođenog deteta. 

## Epidemiologija
Razlog za pojavu kongenitalnih anamalije i deformacije urinarnog sistema je veoma složeni zajednički embrionalni razvoj urogenitalnog sistema. Anomalije su češće sporadičnog karaktera, ali mogu biti nasledne. Najveć broj anomalija urinarnog trakta (skraćeno AUT) je opstruktivne prirode, dok je preko dve trećine slučajeva udružen sa anomalijama drugih organskih sistema. 
Poremećaj razvoja urinarnog trakta javlja se u 10% populacije i čini oko 30% svih kongenitalnih anomalija, i oko 40% svih bubrežnih bolesti.
Incidenca kongenitalnih anomalija urotrakta u živorođene dece je 10%.
Emmett je na 1.410 urografskih ispitivanja našao 9,6% urođenih malformacija urinarnog trakta, dok Kuhn, procenjuje da se mesečno, od približno 2.000 urografija urađenih svake godine u Dečijoj bolnici Bufalu, otkriju jedna ili dve (1-2%) nedijagnostikovane AUT.
Veliki broj anomalija doživotno ostaje neotkriven. Njihova prevalenca na 245.000 autopsija iznosi 1:560.
Uzrok su 50% renalnih insuficijencija u detinjstvu.

## Klasifikacija razvojnih anomalija bubrega
Anomalije oblika i položaja
- Ektopija bubrega
- Malrotacija bubrega
- Fuzija bubrega
- Duplikacija bubrega

Anomalije mase bubrega
- Agenezija bubrega
- Hipoplazija bubrega
- Prekobrojni bubreg

Displazija bubrega
- Multicistična displazija bubrega
- Displazija udružena sa ektopijom uretera, dupli ureter, ureterokela
- Displazija udružena sa opstrukcijom donjeg urotrakta: valvula zadnje uretre, atrezija uretre, sindrom »„velike bešike i uretera”«, Prune-Belly sindrom
- Displazija udružena sa vezikoureteralnim refluksom
- Agenezija - displazija sindrom (hereditarna renalna displazija)
- Displazija udružena sa sindromom multiplih malformacija

Cistična bolest bubrega
- Autozmono recesivna policistična bolest bubrega
- Autozomna dominantna policistična bolest bubrega
- Sindrom multiplih malformacija i cistična bolest

Medularne ciste
- Medularno sunđerast bubreg
- Različite medularne ciste

## Anomalije mokraćne bešike
Ekstrofija mokraćne bešike
Divertikulum mokraćne bešike
Opstrukcija vrata mokraćne bešike

## Anomalije mokraćovoda
Hidrokalikoza
Hidrokalikoza je dilatacija jedne ili više čašica bubrega zbog opstrukcije infundibuluma čašice. Može biti unutrašnja ili spoljašnja, stečena ili kongenitalne etiologije. Unutrašnja opstrukcija može nastati zbog infundibularne stenoze ili ahalizije prstenastih mišićnih vlakana na mestu gde infundibulum kaliksa ulazi u pelvis. Spoljašnja opstrukcija najčešće nastaje zbog vaskularne kompresije.
Megakalikoza
Opstrukcija pijeloureteričnog vrata
Kalicealni divertikulum (cista kaliksa)
Megureter
Dupli ureter

## Anomalije u predelu ureterovezikalnog spoja
Anomalije u predelu ureterovezikalnog spoja mogu biti opstruktivne i refluksivne. Opstrukcija uretera na ulasku u bešiku (jukstavezikalno) može biti jednostrana i obostrana, a postoje i kombina cije sa stenozom ureteropijeličnog spoja ipsilateralno i kombinacije opstrukcije s jedne i refluksa sa druge strane. 
Kod ovih anomalija ureter i pijelokaliksni sistem su dilatirani (opstruktivna ureterohidronefroza ili opstruktivni megaureter). Postoji primarna (oboljenje samo za sebe, najčešće adinamičan segment analogno stenozi PUS-a) ili sekundarna anomalija (uzrok loša funkcija bešike ili infravezikalna opstrukcija). 
Kod primarnih lečenja primenjuje se reimplantacija uretera u bešiku, dok se kod sekundarnih mora korigovati i osnovni uzrok.
Ektopični ureter
Ureterokela
Ureterokela ili ureterocela je cistična dilatacija submukoznog intravezikalnog (unutarbešičnog) dela uretera i najčešće je opstruktivna. Ureterokele su značajno češće kod duplikacija uretera.
Vezikureteralni refluks

## Anomalije mokraćne cevi
Atrezija uretre
Udvostručen ureter
Valvula prednje uretre
Valvula zadnje uretre
Hipospadija uretre
Strikture uretre
Distalna stenoza uretre

## Dijagnostika
Za dijagnostičku evaluaciju kongenitalne anamalije i deformacije urinarnog sistema koriste se različite metode, koje sa manje ili više uspeha mogu odrediti o kojoj se anomaliji radi. 
Dijagnostika se uglavnom zasniva na: 
- anamnezi,
- fizikalnom pregledu,
- laboratorijskim ispitivanjima,
- ultrasonografskom pregledu,
- radiološkim pregledima, kao što su MCUG, IVU, tomografija, scintigrafija, statička scintigrafija, radioizotopna cistografija, zatim MRI,
- urodinamici
- endoskopiji.

### Značaj prenatalne dijagnostike u ranom otkrivanju kongenitalnih anomalija
Danas je zahvaljujući primeni različitih tehnika analize plodove vode i fetalnih tkiva, kao i širokoj primeni ultrasonografije u kontroli trudnoće, moguća je pravovremena prenatalna i postnatalna dijagnostika urođenih anamalije i deformacije urinarnog sistema, pogotovo onih inkompatibilnih sa životom.
Posle detekcije anomalije, bitno je proceniti da li je ona inkompatibilna sa živo tom, i u tom slučaju dati savet za prekid trudnoće, a u slučaju da anomalija ima dobru prognozu, neophodno je serijsko praćenje u cilju utvrđivanja vremena i na- čina dovršavanja trudnoće. Za donošenje odluke neophodan je svestran i multidisciplinaran pristup i dobro poznavanje ishoda pojedinih anomalija.

## Literatura
- Rosenblum S, Pal A, Reidy K. „Renal development in the fetus and premature infant”. Semin Fetal Neonatal Med. 22 (2): 58—66. април 2017.
- Nedima ATIĆ, Izeta SOFTIĆ, Jasminka TVICA, „Anomalije urinarnog trakta u djece”. Pedijatrija danas. 3 (2): 149—163. 2007.

## Spoljašnje veze
- :  (језик: енглески)
- : Genes and Disease (језик: енглески)

|  | Molimo Vas, obratite pažnju na važno upozorenje u vezi sa temama iz oblasti medicine (zdravlja). |